# ЦОР (футбольний клуб)
ЦОР (кирг. ЦОР) — киргизський футбольний клуб, який представляв Бішкек.

## Історія
Футбольний клуб ЦОР був заснований у місті Фрунзе після завершення Другої світової війни. Назва клубу — абревіатура, яка розшифровуєтьсяяк Центр олімпійського резерву (рос. Центр олимпийского резерва). Спочатку команда виступала в чемпіонаті та кубку Киргизької РСР. У 1982 року отримала право стартувати в 7-й групі Другої ліги СРСР (III дивізіон). Зайняв останнє 19-е місце, але наступного сезону знову отримав право стартувати в Другій лізі, й знову посів останнє, цього разу 21-е, місце. Потім клуб був розформований.

## Досягнення
- Друга ліга СРСР (7-а група)
  - 19-е місце (1): 1982

## Статистика виступів
| Сезон | Турнір                               | Досягнення |
| ----- | ------------------------------------ | ---------- |
| 1982  | Чемпіонат СРСР, друга ліга, 7-а зона | 19-е місце |
| 1983  | Чемпіонат СРСР, друга ліга, 7-а зона | 21-е місце |

## Стадіон
Домашні поєдинки «Семетей» проводив на стадіоні «Спартак», який вміщує 23 000 глядачів.

## Відомі гравці
- // Андрій Гузієнко